# Torneo de Montpellier 2014
El Open Sud de France 2014 es un torneo de tenis que pertenece a la ATP en la categoría de ATP World Tour 250. Será la vigésimo quinta edición del torneo y se disputará del 3 al 9 de febrero de 2014 sobre moqueta en el Park&Suites ARENA en Montpellier, Francia.

## Distribución de puntos
| Modalidad            | Campeón | Finalista | Semifinales | Cuartos de final | 2ª ronda | 1ª ronda | Clasificados | 2ª ronda de clasificación | 1ª ronda de clasificación |
| Individual masculino | 250     | 165       | 100         | 50               | 25       | 0        | 13           | 7                         | 0                         |
| Dobles masculino     | 250     | 150       | 90          | 45               | 20       | 0        | -            | -                         | -                         |

## Cabeza de serie

### Individuales Masculinos
| Tenista                | Ranking | Preclasificada |
| Richard Gasquet        | 9       | 1              |
| Gilles Simon           | 20      | 2              |
| Jerzy Janowicz         | 21      | 3              |
| Dmitry Tursunov        | 28      | 4              |
| Gaël Monfils           | 30      | 5              |
| Jarkko Nieminen        | 36      | 6              |
| Édouard Roger-Vasselin | 38      | 7              |
| Julien Benneteau       | 39      | 8              |

- Ranking del 27 de enero de 2014

### Dobles Masculinos
| Tenista                            | Ranking | Preclasificada |
| Andre Begemann Martin Emmrich      | 89      | 1              |
| Rameez Junaid Aisam-ul-Haq Qureshi | 105     | 2              |
| Paul Hanley Jonathan Marray        | 124     | 3              |
| Ken Skupski Neal Skupski           | 143     | 4              |

- Ranking del 27 de enero de 2014

## Campeones

### Individuales masculinos
Gaël Monfils venció a  Richard Gasquet por 6-4, 6-4

### Dobles masculinos
Nikolai Davydenko /  Denis Istomin vencieron a  Marc Gicquel /  Nicolas Mahut por 6-4, 1-6, [10-7]